# Casa Blanca (Biskek)
La Casa Blanca es el edificio de oficinas presidencial en Biskek, Kirguistán. La Casa Blanca fue el escenario de disturbios tanto durante la revolución de los tulipanes 2005 y como de los disturbios de 2010 en Kirguistán . Durante los disturbios de 2010 se produjo un incendio que dañó partes del edificio y destruyó las copias impresas de los muchos registros del gobierno .
El edificio es una estructura que llega a los siete pisos construido en estilo moderno estalinista, con el edificio STO (Gosplan, Duma) en Moscú como modelo. El exterior está cubierto de mármol.  En frente del edificio esta un gran cama de flores rojas que representan los lazos entre los países soviéticos. En 1985, el edificio fue construido para ser el lugar de la sede del Comité central del Partido Comunista. Se supone que es en este edificio donde Askar Akayev estudió " la situación " durante el colapso del comunismo.